# Pontiac
Pontiac («Понтиа́к») — американская марка автомобилей, выпускавшихся в 1926—2009 годах, и их производитель, который основан в 1899 году, как независимая компания по производству экипажей[уточнить]. С 1926 года являлась подразделением американской компании General Motors и была закрыта в 2010 году из-за финансовых проблем GM. Штаб-квартира Pontiac находилась в Детройте (штат Мичиган, США).

## История марки и компании

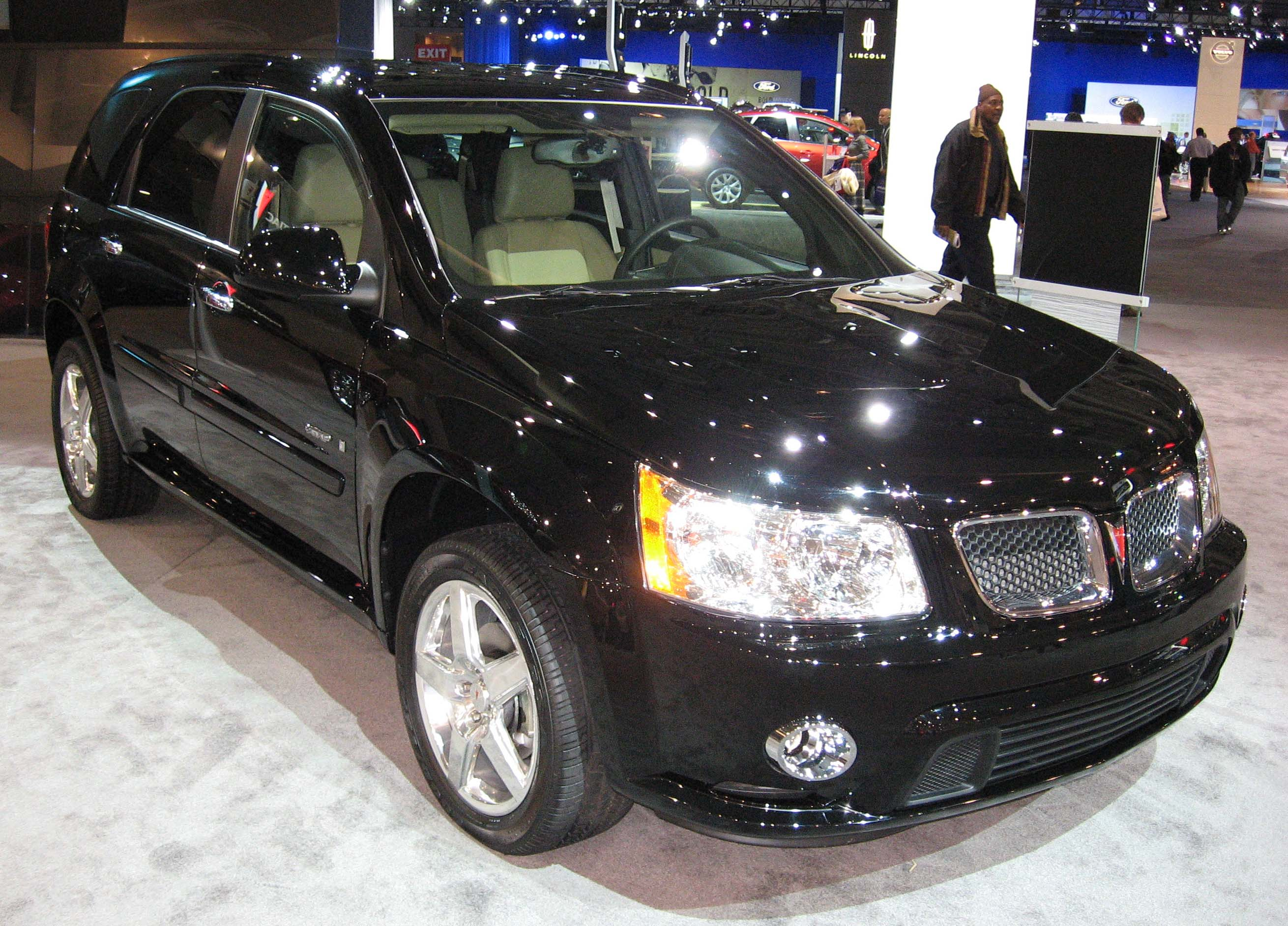
Pontiac Torrent

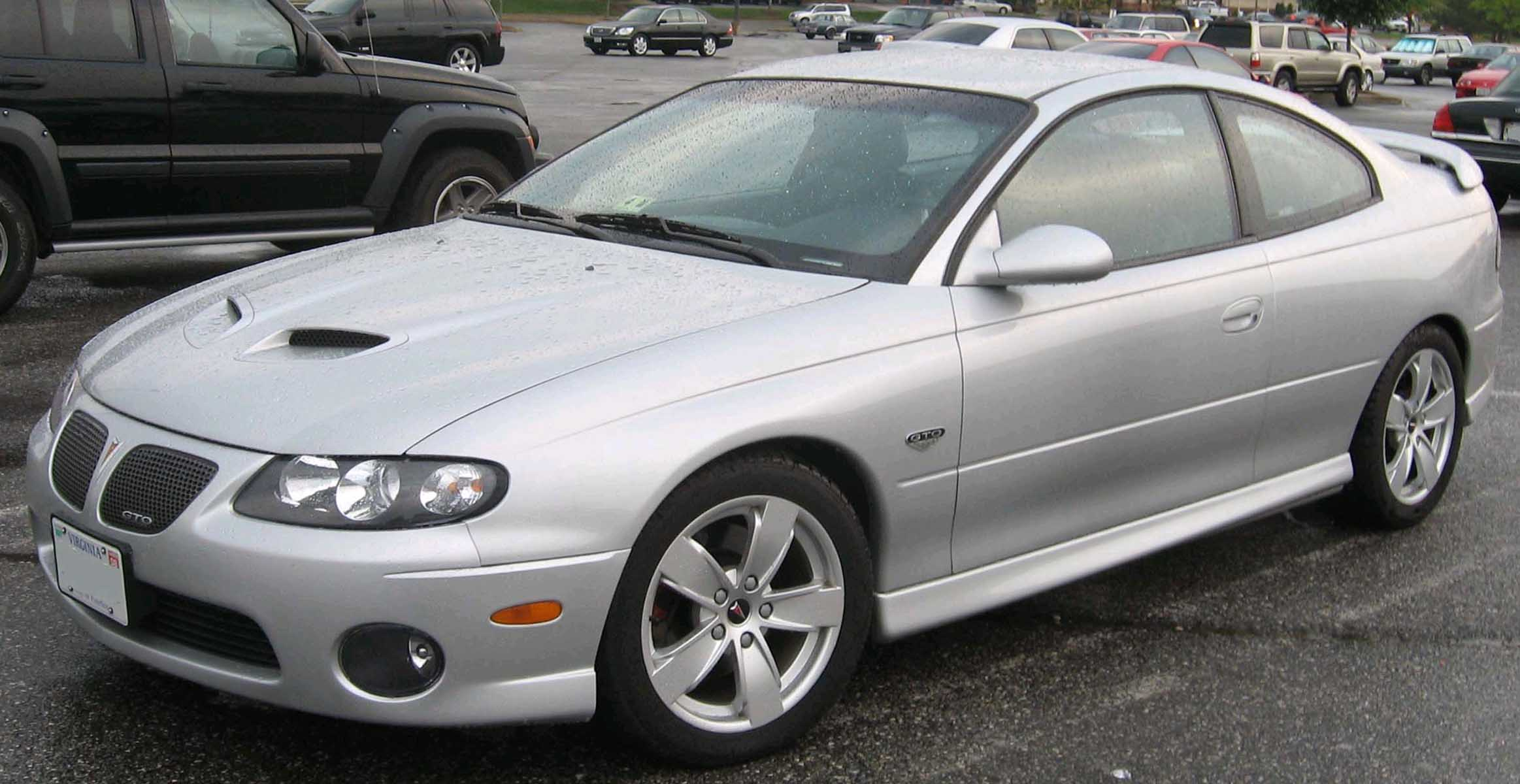
Pontiac GTO

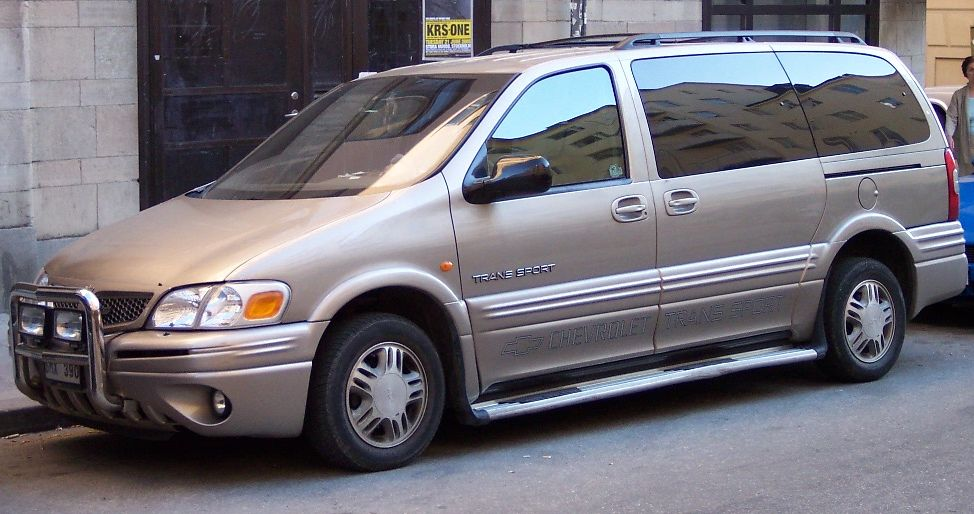
Pontiac Trans Sport

Компания Pontiac Spring and Wagon Works была основана в июле 1899 года Альбертом Г. Нортом и Гарри Г. Хэмилтоном. Название бренд получил в честь индейского вождя по имени Понтиак, который в 1763 — 1766 гг. боролся против британских колонистов в окрестностях Больших озер и на территориях нынешних штатов Иллинойс и Огайо. Вначале фирма производила экипажи. В 1905 году к ней присоединилась компания Rapid Motor Vehicle Company (будущее подразделение GMC Truck), основанная двумя годами ранее. В 1907 году на Чикагском автошоу был показан первый автомобиль компании. Он весил 450 кг и имел двухцилиндровый двигатель, развивавший тягу в 12 л. с.
В ноябре 1908 года Эдвард Мерфи регистрирует компанию Oakland Motor Co. В 1908 году она и Pontiac Spring & Wagon Works объединяются в Oakland Motor Car Company. В 1909 году GM приобретает сначала 50 % акций, а затем, после смерти Эдварда Мерфи, остальную часть. До 1926 года подразделение занималось выпуском автомобилей Oakland.
В 1926 году Oakland и Pontiac становятся двумя разными брендами, и тогда компания приобретает известность как «Pontiac Motor Division». Тогда же выходит первый автомобиль компании — Pontiac 6-27, следом выходят автомобили серии Big Six и первая восьмицилиндровая модель. В 1933 году генеральным директором компании стал Гарри Клингер, компанией выпускаются обновлённые модели с 6-цилиндровыми двигателями и оснащённые независимой подвеской.
Выпуск в 1935 году Pontiac Standard с дизайном, названным позже Silver Streak («Сильвер Стрик», буквально «Серебряная вспышка»), превзошёл все ожидания и прогнозы и оказался настолько успешным, что встал вопрос о расширении предприятия. В 1936 году появилась первая модель с независимой подвеской — Pontiac Deluxe
В 1953 году впервые увидели свет модели с кузовами «Хардтоп». Автомобили компании с этого времени начинают оснащаться гидроусилителями руля. В 1958 году началось опытное производство двигателя с механической системой впрыска топлива.
Конструкция купе Pontiac GTO 1967 года стала традицией для всех авто такого типа. Такие автомобили очень часто выходили победителями во время голливудских гонок. Впервые это купе было выпущено в 1967 году. В этом же году начала производиться спортивная модель Firebird, однотипная с Chevrolet Camaro.
В 1971 году компанией представлена компактная модель Ventura. Спустя 2 года начался выпуск модели Grand Am (новое поколение модели было представлено в Детройте в январе 1998 года). Выпускался с двумя вариантами кузова — четырёхдверный седан и двухдверное купе.
В 1978—1980 гг., в период мирового энергетического кризиса, компания General Motors принимает решение производить экономичные автомобили с низким расходом топлива. В результате в 1984 году сошла с конвейера модель Pontiac Fiero («Понтиак Фиеро»), спортивное купе.
Pontiac Bonneville, автомобиль с передним приводом, поперечным расположением двигателя, класса люкс. Впервые был представлен осенью 1986 года (новое поколение — в феврале 1999).
В начале 1990-х годов происходит плавный переход на выпуск новых переднеприводных моделей.
Firebird, автомобиль спортивного типа, впервые был представлен в декабре 1992 года. Производился с двумя вариантами кузова — трёхдверное купе и двухдверный кабриолет. В 1995 году выходит модель Sunfire. В 1996 году начался выпуск второго поколения минивэна Trans Sport.
В 2000 году на выставке в Детройте была представлена модель Piranha Concept — четырёхдверное переднеприводное купе, оборудованное сдвижными дверцами. Задняя дверца откидывалась назад, превращая Piranha в спортивный пикап.
«Понтиак», утратив свою административную и юридическую самостоятельность, все-таки играл особую роль в концерне General Motors: отделение «Понтиак» позиционировалось как «молодёжное». Компания в рамках концерна по-прежнему продолжала выпуск спортивных автомобилей. Продолжали выпускаться такие знаменитые модели как Sunfire, Grand Am, Grand Prix, Bonneville и Trans Sport. Однако, внедрённый в производство к 2000 году Aztek удостоился титула «Самого уродливого» автомобиля мира по версии английской газеты The Sun.
В 2007 году объём производства составил 344 685 единиц, что на 13,2 % меньше, чем годом ранее. Разразившийся в следующем году мировой экономический кризис ещё сильнее ударил по компании. И 24 апреля 2009 года GM официально анонсировало прекращение выпуска автомобилей Pontiac и ликвидацию торговой марки к 2010 году.
25 ноября 2009 года с конвейера завода в посёлке Орион, штат Мичиган, сошёл последний автомобиль с этим шильдиком — белый седан Pontiac G6.
31 октября 2010 года считается днём прекращения существования марки Pontiac, так как в этот день истекли сроки действия последних дилерских контрактов между General Motors и дилерами автомобилей данной марки.

## Производство
Производственные мощности компании располагались в Понтиаке в штате Мичиган и в Тарритауне в штате Нью-Йорк.